# Alfdan De Decker
Alfdan de Decker (Brasschaat, 9 september 1996) is een Belgisch wielrenner die anno 2023 uitkomt voor Antwerp Cycling Team Kontich. Zijn jongere broer Tijl was eveneens wielrenner. Tijl overleed op 25 augustus 2023 aan de gevolgen van een ongeluk met een personenauto.
In 2018 won hij twee etappes in de Koers van de Olympische Solidariteit.

## Belangrijkste overwinningen
2017
2e etappe Ronde van Midden-Nederland
2018
1e etappe deel B en 3e etappe Koers van de Olympische Solidariteit
Stadsprijs Geraardsbergen

## Resultaten in voornaamste wedstrijden
|      | \| Jaar \| Parijs-Tours \| \| ---- \| ------------ \| \| 2020 \| 111e \| |
| Jaar | Parijs-Tours                                                             |
| 2020 | 111e                                                                     |

## Ploegen
2019 –  Wanty-Gobert Cycling Team
2020 –  Circus-Wanty-Gobert
2021 –  Tarteletto-Isorex
2022 –  Wielerclub Steeds Vooraan Kontich
2023 –  Antwerp Cycling Team Kontich